# اووه هسه
اووه هسه (انگلیسی: Uwe Hesse؛ زادهٔ ۱۶ دسامبر ۱۹۸۷) بازیکن فوتبال اهل آلمان است.
از باشگاه‌هایی که در آن بازی کرده‌است می‌توان به باشگاه فوتبال دارمشتات ۹۸ و باشگاه فوتبال یان رگنسبورگ اشاره کرد.